# Susan Sarandon
Susan Sarandon (Nova York, 4 d'octubre de 1946) és una actriu i productora de cinema estatunidenca, guanyadora d'un Oscar a millor actriu per la seva interpretació a Pena de mort (1995).

## Biografia
De petita, Susan va ser educada al si d'una família molt conservadora. Va ser escolaritzada en una institució catòlicai va destacar per la seva actitud desvergonyida i insolent. Obté un diploma a la Catholic University of America Drama School abans de començar la seva carrera, fent de model i petits papers al teatre i a la televisió.
Va començar en el cinema el 1970 amb Joe de John G. Avildsen. Es dona a conèixer a The Great Waldo Pepper, on dona la rèplica a Robert Redford, i en la pel·lícula de culte The Rocky Horror Picture Show, en la qual interpreta Janet Weiss, una jove ingènua.
Va rebre el primer nomenament a l'Oscar a la millor actriu el 1982 per a Atlantic City. Treballa al costat de Shirley MacLaine a Canvi d'esposes el 1980, amb Gena Rowlands a Tempest, o amb Catherine Deneuve en The Hunger (1983) de Tony Scott abans de tenir èxit a la pantalla gran amb la comèdia fantàstica Les bruixes d'Eastwick el 1988 al costat de Jack Nicholson, Cher i Michelle Pfeiffer, i el mateix any en Bull Durham amb Kevin Costner.
Després del drama Una àrida estació blanca (1989) amb Marlon Brando i Donald Sutherland, accedeix a la glòria interpretant la temerària Louise Sawyer en el road movie culte de Ridley Scott, Thelma i Louise. Amb Geena Davis, és candidata a l'Oscar a la millor actriu i rep nombrosos premis internacionals.
Després d'una nominació l'any següent pel drama Lorenzo (1992) i dos anys més tard per al seu paper d'advocada en el trhiller El client (1994), interpreta la mare de Winona Ryder, Kirsten Dunst, Trini Alvarado i Claire Danes a Donetes. El 1996, l'actriu va ser premiada amb l'Oscar a la millor actriu per al seu emotiu paper d'una religiosa dirigint un condemnat a mort a la Dead Man Walking (1995), dirigida pel seu company, Tim Robbins.
Actriu confirmada, adulada pel públic, no vacil·la a donar la rèplica a joves actors de Hollywood. Per això és la mare de Reese Witherspoon a Twilight (1997), de la jove Jena Malone a Queda't al meu costat (1998) enfront de Julia Roberts, de Natalie Portman a Anywhere But Here (1999), de Erika Christensen a The Banger Sixters (2001) o també de Kieran Culkin i de Ryan Phillippe a Igby (2002) de Burr Steers.
Posant al davant la seva edat amb un orgull exemplar, i interpretant al cinema més per plaer que per a altra cosa, tria segons papers, com a Alfie (2004) al costat de Jude Law, a Shall We Dance? (2004) amb Richard Gere i Jennifer Lopez o també a Elizabethtown (2005) on és la mare d'Orlando Bloom.
Des de 2002, té la seva estrella al Passeig de la Fama de Hollywood al 6801 de Hollywood Boulevard.

## Filmografia
Al cinema

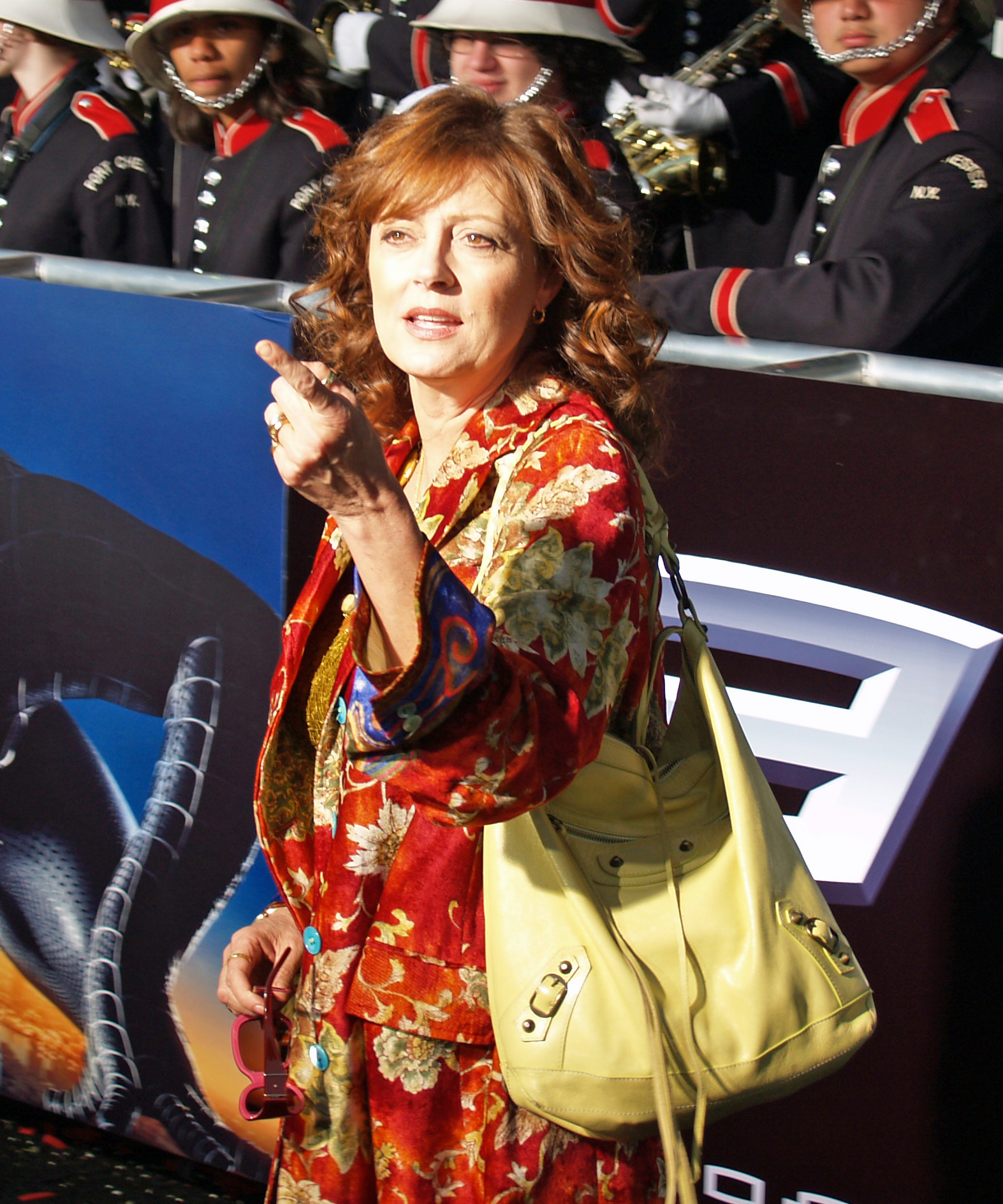
Susan Sarandon l'abril del 2007.

- 1970: Joe de John G. Avildsen: Melissa Compton
- 1971: Lady Liberty de Mario Monicelli: Sally
- 1971: The Apprentice de Larry Kent: Elizabeth Hawkins
- 1974: Lovin' Molly de Sidney Lumet: Sarah
- 1974: The Front Page de Billy Wilder: Peggy Grant
- 1975: The Great Waldo Pepper de George Roy Hill: Mary Beth
- 1975: The Rocky Horror Picture Show de Jim Sharman: Janet Weiss
- 1977: The Other Side of Midnight de Charles Jarrott: Catherine Alexander Douglas
- 1978: La petita (Pretty Baby) de Louis Malle: Hattie
- 1979: Estirp indomable (King of the Gypsies)
- 1979: Atlantic City de Louis Malle: Sally Matthews
- 1980: Canvi d'esposes (Loving Couples) de Jack Smight: Stephanie
- 1982: Tempest de Paul Mazursky: Aretha
- 1983: L'ànsia (The Hunger) de Tony Scott: Sarah Roberts
- 1984: The Buddy System de Glenn Jordan: Emily
- 1985: Mussolini and I d'Alberto Negrin: Edda Ciano
- 1987: Les bruixes d'Eastwick (The Witches of Eastwick) de George Miller: Jane Spofford
- 1988: Els búfals de Durham (Bull Durham) de Ron Shelton: Annie Savoy
- 1988: La dansa dels cors (Sweet Hearts Dance)
- 1989: Una àrida estació blanca (A Dry White Season) d'Euzhan Palcy: Melanie Bruwer
- 1989: L'assassí del calendari de Pat O'Connor: Christine Starkey
- 1990: White Palace de Luis Mandoki: Nora Baker

Cartell de Thelma i Louise, on comparteix paper protagonista amb Geena Davis

- 1991: Thelma i Louise de Ridley Scott: Louise Sawyer
- 1992: Ciutadà Bob Roberts (Bob Roberts) de Tim Robbins: Tawna Titan
- 1992: El joc de Hollywood (The Player) de Robert Altman: ella mateixa
- 1993: L'oli de la vida de George Miller: Michaela Odone
- 1993: Light Sleeper de Paul Schrader: Ann
- 1994: El client (The Client) de Joel Schumacher: Reggie Love
- 1994: Donetes de Gillian Armstrong: Marmee March
- 1995: Pena de mort (Dead Man Walking) de Tim Robbins: Sor Helen Prejean
- 1996: Safe Passage de Robert Allan Ackerman: Margaret Singer
- 1996: The Celluloid Closet de Robert Epstein: ella mateixa
- 1997: James and the Giant Peach de Henry Selick: Araignée (veu)
- 1998: Twilight de Robert Benton: Catherine Ames
- 1999: Stepmom de Chris Columbus: Jackie Harrison
- 1999: Illuminata de John Turturro: Celimene
- 2000: Anywhere But Here de Wayne Wang: Adele August
- 2000: Cradle Will Rock de Tim Robbins: Margherita Sarfatti
- 2001: Rugrats in Paris: The Movie - Rugrats II de Stig Bergqvist: Coco LaBouche (voix)
- 2001: Com gats i gossos (Cats & Dogs) de Lawrence Guterman: Ivy (veu)
- 2002: Joe Gould's Secret de Stanley Tucci: Alice Neel
- 2003: The Banger Sisters de Bob Dolman: Lavinia Kingsley
- 2003: The Party's Over de Rebecca Chaiklin: ella mateixa
- 2003: Igby (Igby Goes Down) de Burr Steers: Mimi Slocumb
- 2004: Jiminy Glick in Lalawood de Vadim Jean
- 2004: Contes de Nadal de Chazz Palminteri
- 2004: Alfie de Charles Shyer: Liz
- 2004: Shall We Dance? de Peter Chelsom: Beverly Clark
- 2005: Elizabethtown de Cameron Crowe: Hollie Baylor
- 2005: Romance & Cigarettes: Kitty
- 2006: Irresistible: Sophie
- 2006: Home: ella mateixa
- 2007: Mr. Woodcock: Beverly Farley
- 2007: Emotional Arithmetic: Melanie Lansin Winters
- 2007: Bernard and Doris: Doris Duke
- 2007: Enchanted de Kevin Lima: la Reina Narissa
- 2007: A la vall d'Elah de Paul Haggis: Joan Deerfield
- 2008: Speed Racer: Mom Racer
- 2008: Middle of Nowhere: Rhonda
- 2009: Leaves of Grass: Daisy Kincaid
- 2009: The Lovely Bones de Peter Jackson: Àvia Lynn
- 2009: La millor («The Greatest»):[6] Grace Brewer
- 2009: Solitary Man: Nancy Kalmen
- 2010: You don't Know Jack (TV movie): Jane good
- 2010: Peacock: Fanny Crill
- 2010: Wall Street: Money Never Sleeps: Sra. Moore
- 2011: The Miraculous Year (TV movie): Patty Atwood
- 2011: Jeff Who Lives at Home: Sharon
- 2012: Un amic per a en Frank: Jennifer
- 2012: Arbitrage: Ellen Miller
- 2012: That's My Boy: Mary McGarricle
- 2012: The Company You Keep: Sharon Solarz
- 2012: Cloud Atlas: Ursula
- 2013: Snitch: Joanne Keeghan
- 2013: The Big Wedding: Bebe McBride
- 2013: The Last of Robin Hood: Florence Aadland
- 2014: Ping Pong Summer: Randi Jammer
- 2014: Tammy: Pearl

A la televisió
- 1970: A World Apart (sèrie TV): Patrice Kahlman (1970-1971)
- 1972: Search for Tomorrow (sèrie TV): Sarah Fairbanks (1972)
- 1974: The Satan Murders
- 1974: F. Scott Fitzgerald and 'The Last of the Belles': Ailie Calhoun
- 1974: June Moon: Eileen
- 1974: The Rimers of Eldritch: Patsy Johnson
- 1974: The Whirlwind
- 1982: Who Am I This Time?: Helene Shaw
- 1984: Oxbridge Blues: Natalie
- 1985: A.D.: Livilla
- 1985: Mussolini: The Decline and Fall of Il Duce: Edda Ciano
- 1986: Women of Valor: Margaret Ann Jessup
- 2000: Friends (sèrie TV): Jessica Lockhart (temporada 7, episodi 15)
- 2001: Malcolm in the Middle (sèrie TV): Meg (temporada 3, episodis 11 i 12)
- 2003: Ice Bound: Dr. Jerri Nielsen
- 2005: The Exonerated: Sunny

Com a productora
- 1971: Lady Liberty de Mario Monicelli
- 1977: The Last of the Cowboys
- 1999: Queda't al meu costat de Chris Columbus
- 2002: Moonlight Mile

## Premis i nominacions

### Premis
- 1995: Premi Donostia
- 1995: BAFTA a la millor actriu per El client
- 1996: Oscar a la millor actriu per Pena de mort

### Nominacions
- 1982: Oscar a la millor actriu per Atlantic City
- 1988: Premi Saturn a la millor actriu per Les bruixes d'Eastwick
- 1990: Globus d'Or a la millor actriu musical o còmica per Bull Durham
- 1991: Globus d'Or a la millor actriu dramàtica per White Palace
- 1992: Oscar a la millor actriu per Thelma i Louise
- 1993: Globus d'Or a la millor actriu dramàtica per Thelma i Louise
- 1992: BAFTA a la millor actriu per Thelma i Louise
- 1993: Oscar a la millor actriu per Lorenzo's Oil
- 1993: Globus d'Or a la millor actriu dramàtica per Lorenzo's Oil
- 1995: Oscar a la millor actriu per El client
- 1996: Globus d'Or a la millor actriu dramàtica per Pena de mort
- 1999: Globus d'Or a la millor actriu dramàtica per Stepmom
- 2001: Primetime Emmy a la millor actriu convidada en sèrie còmica per Friends
- 2002: Primetime Emmy a la millor actriu convidada en sèrie còmica per Malcolm in the Middle
- 2003: Globus d'Or a la millor actriu secundària per Igby Goes Down
- 2008: Primetime Emmy a la millor actriu en minisèrie o telefilm per Bernard and Doris
- 2009: Globus d'Or a la millor actriu en minisèrie o telefilm per Bernard and Doris
- 2010: Primetime Emmy a la millor actriu secundària en minisèrie o telefilm per You Don't Know Jack